# Robin Renwick, Baron Renwick of Clifton
Robin William Renwick, Baron Renwick of Clifton, KCMG, FRSA (* 13. Dezember 1937; † 4. November 2024) war ein britischer Diplomat und Politiker, der seit 1997 als Life Peer Mitglied des House of Lords war.

## Leben

### Diplomatische Laufbahn
Nach dem Besuch der St Paul’s School (London) leistete Renwick zwischen 1956 und 1958 Militärdienst in der British Army und trat 1963 nach einem Studium der Geschichtswissenschaft am Jesus College der University of Cambridge, das er mit einem Master of Arts (M.A. History) abschloss, in den auswärtigen Dienst des Foreign Office ein. Nach einer Verwendung zwischen 1963 und 1964 an der Botschaft im Senegal sowie einer anschließenden Tätigkeit in der Zentrale des Foreign Office war er von 1966 bis 1969 Mitarbeiter am Hochkommissariat in Indien.
Anschließend fungierte er von 1970 bis 1972 als Privatsekretär des Staatsministers im Foreign and Commonwealth Office sowie danach zwischen 1972 und 1976 als Erster Sekretär an der Botschaft in Frankreich, ehe er bis 1978 Berater im Cabinet Office war. Nachdem er von 1978 bis 1980 Leiter der Abteilung für Rhodesien im Außenministerium sowie im Anschluss für kurze Zeit politischer Berater des Gouverneurs von Südrhodesien Christopher Soames war, arbeitete er zwischen 1980 und 1981 als Gastwissenschaftler (Visiting Fellow) am Zentrum für internationale Angelegenheiten der Harvard University. Während dieser Zeit wurde er 1980 Companion des Order of St. Michael and St. George.
Danach fand er bis 1984 Verwendung als Leiter der Kanzlei der Botschaft in den USA und war nach seiner Rückkehr von 1984 bis 1987 Leitender Assistent des Unterstaatssekretärs im Außenministerium. 1987 wurde er Nachfolger von Patrick Moberly als Hochkommissar in Südafrika und bekleidete diese Funktion bis zu seiner Ablösung durch Anthony Reeve 1991. 1989 wurde er als Knight Commander des Order of St. Michael and St. George, geadelt, wodurch er fortan den Namenszusatz „Sir“ führte.
1991 kehrte er in die USA zurück und war dort bis zu seiner Ablösung durch John Kerr, Baron Kerr of Kinlochard 1995 Botschafter.

### Wirtschaftsmanager und Oberhausmitglied
Nach seinem Ausscheiden aus dem diplomatischen Dienst wechselte Renwick in die Privatwirtschaft und war zwischen 1996 und 2011 Vorstandsvorsitzender der Fluor Corporation. Ferner fungierte er als Vorstandsmitglied zahlreicher Unternehmen wie Richemont (seit 1995), British Airways (1996 bis 2005), Fluor Corporation (1997 bis 2008), Canal+ (1997 bis 1999) sowie BHP Billiton (1997 bis 2005).
Durch ein Letters Patent vom 26. September 1997 wurde er als Baron Renwick of Clifton, of Chelsea in the Royal Borough of Kensington and Chelsea, zum Life Peer erhoben. Kurz darauf erfolgte seine Einführung („Introduction“) als Mitglied des House of Lords, in dem er zur Gruppe der sogenannten Crossbencher gehört.
In der Folgezeit war Lord Renwick of Clifton, der zwischen 1996 und 2010 Trustee der Wochenzeitung The Economist war, von 1999 bis 2000 zunächst stellvertretender Vorsitzender der Robert Fleming Holdings Ltd und ist seit 2000 stellvertretender Vorsitzender von Fleming Family and Partners. Daneben war er seit 2001 Vizevorsitzender der Investmentbank JP Morgan Europe sowie seit 2005 des Brokers JP Morgan Cazenove. Des Weiteren war er auch Vorstandsmitglied von SABMiller (1999 bis 2008) sowie Gem Diamonds (2007 bis 2009) und war seit 2010 Mitglied des Vorstands von Vallar plc.
Renwick, der 1992 Ehrenmitglied (Honorary Fellow) des Jesus College der University of Cambridge wurde, erhielt ferner Ehrendoktortitel der Witwatersrand-Universität (Hon. LL.D.) sowie des College of William & Mary (Hon. D.Litt.) und war auch Fellow der Royal Society of Arts.

## Veröffentlichungen
- Economic Sanctions, 1981.
- Fighting with Allies, 1996.
- Unconventional Diplomacy, 1997.